# In Vain
«In Vain» es una canción grabada por la cantante de música pop rock Kim-Lian. Fue lanzado como su segundo sencillo de su segundo álbum de estudio Just Do It el 6 de noviembre del 2006.

## Formatos
CD Sencillo
1. «In Vain»

Maxisencillo
1. «In Vain» - 3:32
2. «In Vain» [Guitar Down Mix] - 3:28
3. «In Vain» [Instrumental] - 3:31
4. «Road to Heaven» [Club Remix From Israel] - 4:54

## Posicionamiento
| Listas (2006)    | Posición |
| ---------------- | -------- |
| Dutch Tip Parade | 3        |
| Dutch Top 40     | 33       |